# Oi (公司)
Oi（IPA：[ˈoj]，意思是“你好”），原名Telemar，是巴西的一家大型电信公司。

## 历史
Oi公司创立于1998年，由16家国营本地交换运营商合并而成，当时叫做“Tele Norte Leste”，随后私有化。2016年6月20日，该公司申请了190亿美元的破产保护，为当时巴西最大的案例。2021年10月，它自纽约证券交易所ADR退市。